# Naussac-Fontanes
Naussac-Fontanes est une commune française située dans le département de la Lozère en région Occitanie.
De statut administratif commune nouvelle, elle est issue du regroupement le 1er janvier 2016, des deux communes de Fontanes et Naussac.

## Géographie

### Localisation
Située dans le nord-est du département de la Lozère, la commune est limitrophe de la Haute-Loire. Elle est située au nord-ouest de Langogne.

### Communes limitrophes
Les communes limitrophes sont  Auroux, Chastanier, Langogne, Pradelles, Rauret, Rocles, Saint Bonnet-Laval et Saint-Étienne-du-Vigan.
| Saint Bonnet-Laval | Rauret (Haute-Loire) | Saint-Étienne-du-Vigan (Haute-Loire) |
| Auroux             | Naussac-Fontanes     | Pradelles (Haute-Loire)              |
| Chastanier         | Rocles               | Langogne                             |

Une partie de l'ancienne commune de Naussac est enclavée dans la commune de Langogne.

### Climat
Pour des articles plus généraux, voir Climat de l'Occitanie et Climat de la Lozère.
En 2010, le climat de la commune est de type climat de montagne, selon une étude s'appuyant sur une série de données couvrant la période 1971-2000. En 2020, Météo-France publie une typologie des climats de la France métropolitaine dans laquelle la commune est exposée à un climat de montagne ou de marges de montagne et est dans la région climatique Sud-est du Massif Central, caractérisée par une pluviométrie annuelle de 1 000 à 1 500 mm, minimale en été, maximale en automne.
Pour la période 1971-2000, la température annuelle moyenne est de 8,1 °C, avec une amplitude thermique annuelle de 16 °C. Le cumul annuel moyen de précipitations est de 962 mm, avec 9 jours de précipitations en janvier et 6 jours en juillet. Pour la période 1991-2020, la température moyenne annuelle observée sur la station météorologique la plus proche, située sur la commune de Châteauneuf-de-Randon à 16 km à vol d'oiseau, est de 7,5 °C et le cumul annuel moyen de précipitations est de 919,4 mm,. Pour l'avenir, les paramètres climatiques de la commune estimés pour 2050 selon différents scénarios d'émission de gaz à effet de serre sont consultables sur un site dédié publié par Météo-France en novembre 2022.

## Urbanisme

### Typologie
Au 1er janvier 2024, Naussac-Fontanes est catégorisée commune rurale à habitat dispersé, selon la nouvelle grille communale de densité à sept niveaux définie par l'Insee en 2022.
Elle est située hors unité urbaine et hors attraction des villes,.
La commune, bordée par un plan d’eau intérieur d’une superficie supérieure à 1 000 hectares, le lac de Naussac, est également une commune littorale au sens de la loi du 3 janvier 1986, dite loi littoral. Des dispositions spécifiques d’urbanisme s’y appliquent dès lors afin de préserver les espaces naturels, les sites, les paysages et l’équilibre écologique du littoral, tel le principe d'inconstructibilité, en dehors des espaces urbanisés, sur la bande littorale des 100 mètres, ou plus si le plan local d’urbanisme le prévoit.

### Risques majeurs
Le territoire de la commune de Naussac-Fontanes est vulnérable à différents aléas naturels : météorologiques (tempête, orage, neige, grand froid, canicule ou sécheresse), feux de forêts, mouvements de terrains et séisme (sismicité faible). Il est également exposé à un risque technologique, la rupture d'un barrage, et à un risque particulier : le risque de radon. Un site publié par le BRGM permet d'évaluer simplement et rapidement les risques d'un bien localisé soit par son adresse soit par le numéro de sa parcelle.

#### Risques naturels
Naussac-Fontanes est exposée au risque de feu de forêt. Un plan départemental de protection des forêts contre les incendies (PDPFCI) a été approuvé en décembre 2014 pour la période 2014-2023. Les mesures individuelles de prévention contre les incendies sont précisées par divers arrêtés préfectoraux et s’appliquent dans les zones exposées aux incendies de forêt et à moins de 200 mètres de celles-ci. L’arrêté du 23 mars 2018, complété par un arrêté de 2020, réglemente l'emploi du feu en interdisant notamment d’apporter du feu, de fumer et de jeter des mégots de cigarette dans les espaces sensibles et sur les voies qui les traversent sous peine de sanctions. L'arrêté du 23 août 2021, abrogeant un arrêté de 2002, rend le débroussaillement obligatoire, incombant au propriétaire ou ayant droit,,.

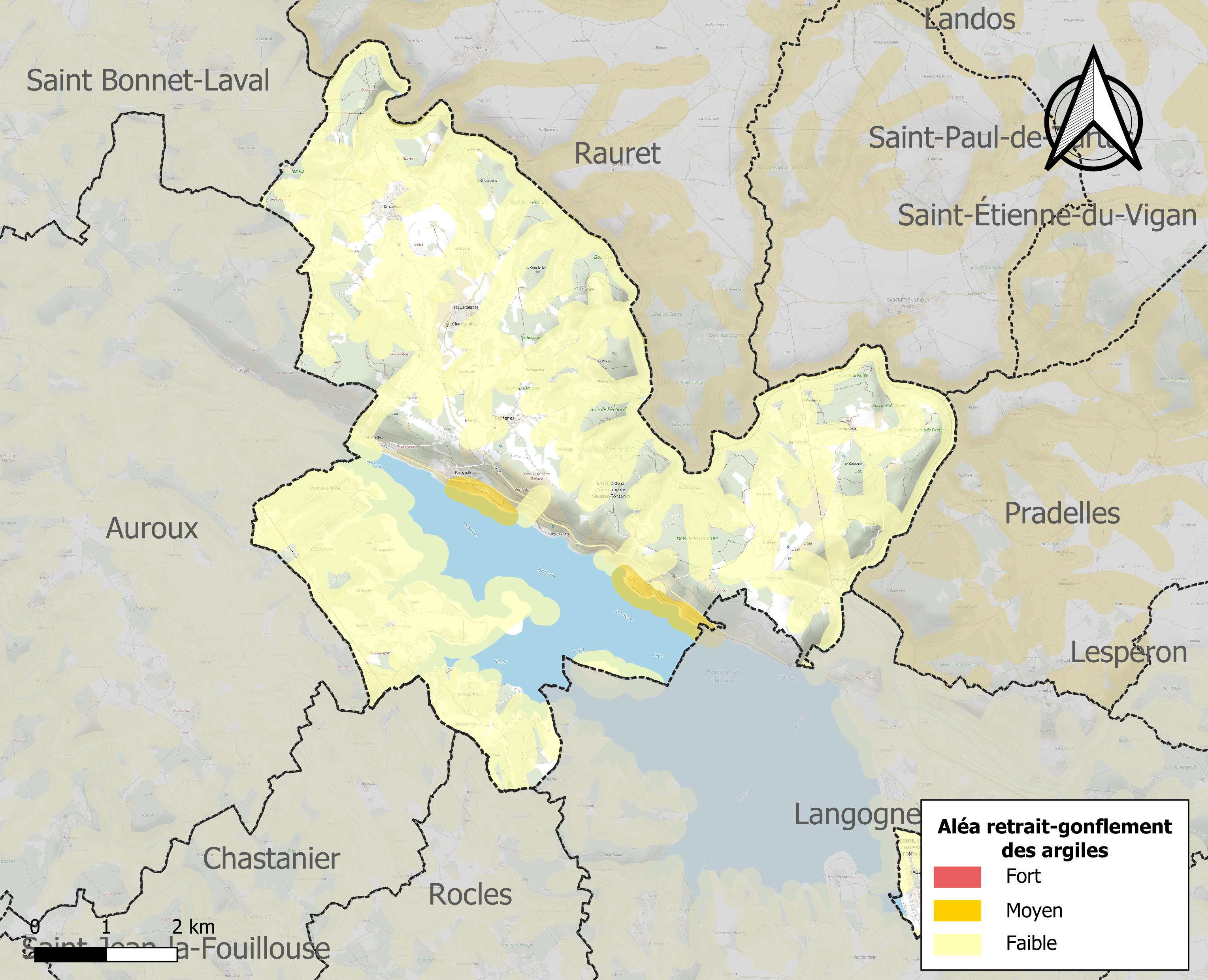
Carte des zones d'aléa retrait-gonflement des sols argileux de Naussac-Fontanes.

Les mouvements de terrains susceptibles de se produire sur la commune sont des éboulements, chutes de pierres et de blocs.
Le retrait-gonflement des sols argileux est susceptible d'engendrer des dommages importants aux bâtiments en cas d’alternance de périodes de sécheresse et de pluie. 2,3 % de la superficie communale est en aléa moyen ou fort (15,8 % au niveau départemental et 48,5 % au niveau national). Sur les 216 bâtiments dénombrés sur la commune en 2019,  aucun n'est en aléa moyen ou fort, à comparer aux 14 % au niveau départemental et 54 % au niveau national. Une cartographie de l'exposition du territoire national au retrait gonflement des sols argileux est disponible sur le site du BRGM,.
Par ailleurs, afin de mieux appréhender le risque d’affaissement de terrain, l'inventaire national des cavités souterraines permet de localiser celles situées sur la commune.
La commune a été reconnue en état de catastrophe naturelle au titre des dommages causés par les inondations et coulées de boue survenues en 1982, 1994 et 2003. 

#### Risques technologiques
La commune est en outre située en aval du barrage de Naussac, un ouvrage de classe A. À ce titre elle est susceptible d’être touchée par l’onde de submersion consécutive à la rupture de cet ouvrage.

#### Risque particulier
Dans plusieurs parties du territoire national, le radon, accumulé dans certains logements ou autres locaux, peut constituer une source significative d’exposition de la population aux rayonnements ionisants. Certaines communes du département sont concernées par le risque radon à un niveau plus ou moins élevé. Selon la classification de 2018, la commune de Naussac-Fontanes est classée en zone 3, à savoir zone à potentiel radon significatif.

## Histoire
La nouvelle commune est effective depuis le 1er janvier 2016, entraînant la transformation des deux anciennes communes en « communes déléguées » dont la création a été entériné par l'arrêté du 29 septembre 2015.

## Politique et administration

### Liste des maires
| Période         | Période  | Identité        | Étiquette | Qualité                              |
| --------------- | -------- | --------------- | --------- | ------------------------------------ |
| 14 janvier 2016 | En cours | Jean-Louis Brun | PS        | Conseiller départemental depuis 2021 |

### Communes déléguées
| Nom             | Code Insee | Intercommunalité  | Superficie (km2) | Population (dernière pop. légale) | Densité (hab./km2) |
| --------------- | ---------- | ----------------- | ---------------- | --------------------------------- | ------------------ |
| Naussac (siège) | 48P04      | CC du Haut Allier | 13,52            |                                   |                    |
| Fontanes        | 48062      | CC du Haut Allier | 11,28            |                                   |                    |

## Population et société

### Démographie
L'évolution du nombre d'habitants est connue à travers les recensements de la population effectués dans la commune depuis sa création.

En 2022, la commune comptait 368 habitants, en évolution de +4,84 % par rapport à 2016 (Lozère : +0,11 %, France hors Mayotte : +2,11 %).
| 2013 | 2014 | 2019 | 2022 |
| ---- | ---- | ---- | ---- |
| 343  | 349  | 369  | 368  |

## Culture locale et patrimoine

### Lieux et monuments

#### Naussac (Lozère)
- Église Sainte-Madeleine de Naussac.
- Le château abbatial de Naussac,
- le barrage de Naussac et son lac de retenue,
- les gorges de l'Allier.

#### Fontanes (Lozère)
- Église Saint-Julien de Fontanes : le chevet date du XIIIe siècle, le reste a été rénové en 1924.
- La statue de Notre Dame de Pitié, objet de pèlerinage.
- Sur le plateau de Fontanes, des traces de la voie romaine Saugues-Langogne.

### Héraldique
| Blason de Naussac-Fontanes | Blason  | Coupé ondé : au 1er de sinople à une fontaine d'argent, au 2e d'azur à une truite d'argent. |
| Blason de Naussac-Fontanes | Détails | Le coupé ondé permet de représenter visuellement les deux anciennes communes et de matérialiser la présence du lac de Naussac. La partie haute symbolise les monts verdoyants qui entourent le lac et qui constituent la majeure partie de l'ancienne commune de Fontanes. La fontaine traduit le nom de Fontanes qui signifie l'endroit où l'on trouve des sources. La partie basse symbolise le lac de Naussac. La truite signifie que ce lac est le prétexte à de nombreuses activités nautiques dont la pêche fort réputée en ce lieu. Les ornements sont une branche de sapin de sinople fruitée d'or pour indiquer la présence de forêts, mise en sautoir par la pointe et liée d'or avec une branche de bruyère de sinople, fleurie de pourpre qui signale la présence de vastes landes propices aux activités naturelles comme la randonnée et le V.T.T. Le listel d'argent porte le nom de la commune en lettres majuscules de sable. La couronne de tours dit que l’écu est celui d’une commune ; elle n’a rien à voir avec des fortifications. Le statut officiel du blason reste à déterminer. |